# Live at Deezer
Live at Deezer è il sesto album dal vivo del gruppo musicale britannico Enter Shikari, pubblicato il 20 aprile 2016.

## Descrizione
Registrato agli studi di Deezer in Francia, l'album è stato inizialmente pubblicato in esclusiva per lo streaming su Dezeer, per poi essere pubblicato anche per il download digitale su iTunes. L'esibizione registrata si è tenuta davanti a pochi ospiti, e il cantante Rou Reynolds ha così descritto l'esperienza:

## Tracce
Testi di Rou Reynolds, musiche degli Enter Shikari.
1. The One True Colour – 4:13
2. The Last Garrison/No Sleep Tonight Medley – 5:21
3. Radiate – 5:09
4. There's a Price on Your Head (Danny Byrd Remix) – 5:11
5. Torn Apart – 5:09
6. Dear Future Historians... – 6:15
7. Redshift – 6:18
8. Anaesthetist (Reso Remix) – 5:23
9. Constellations – 5:33

## Formazione
- Rou Reynolds – voce, pianoforte, tastiera, sintetizzatore; chitarra ritmica in Radiate, Torn Apart e Redshift, tromba in Torn Apart
- Rory Clewlow – chitarra solista, percussioni, voce secondaria
- Chris Batten – basso, tastiera, voce secondaria
- Rob Rolfe – batteria, percussioni, cori